# إيان سكوت (دراج)
إيان سكوت (بالإنجليزية: Ian Scott)‏ هو دراج بريطاني. شارك في دورة الألعاب الأولمبية الصيفية وفاز بميدالية أولمبية.

## الميداليات
| الميدالية | المسابقة                       |
| --------- | ------------------------------ |
| فضية      | الألعاب الأولمبية الصيفية 1948 |